# Conotrochus funicolumna
Conotrochus funicolumna är en korallart som först beskrevs av Alcock 1902.  Conotrochus funicolumna ingår i släktet Conotrochus och familjen Caryophylliidae. Inga underarter finns listade i Catalogue of Life.